# BMW R25/2
De BMW R 25/2 is een motorfiets van het merk BMW.

## Voorgeschiedenis
Nadat de productie van de R 23 in 1940 was gestopt duurde het tot 1948 voor er een opvolger kwam. De ontwikkeling had al die tijd (zoals in heel Europa) praktisch stil gestaan. Alle Europese merken startten na de Tweede Wereldoorlog de productie weer op met vooroorlogse modellen, en BMW deed dat ook. De R 24 was dan ook vrijwel identiek aan zijn voorganger. De R 24 werd een verkoopsucces, omdat er grote behoefte was aan goedkope vervoermiddelen. In 1950 werd hij opgevolgd door de R 25. Ten opzichte van de R 24 was de R 25 slechts licht gewijzigd. Wel had de machine eindelijk plunjer achtervering, een systeem dat de zwaardere modellen al in 1938 hadden gekregen. Het voorspatbord had een krul die als "spatlap" dienstdeed. Ook kreeg de machine standaard kogelkoppelingen voor de bevestiging van een zijspan. Daarvoor was ook een andere overbrengingsverhouding beschikbaar. In de toekomst zou BMW bij vrijwel alle modellen aparte overbrengingen voor zijspangebruik blijven leveren. Verder bleef alles bij het oude. De machine had een buisframe en trommelremmen. Motorblok en versnellingsbak waren uit aluminium gegoten. In 1951 werd het model al opgevolgd door de R 25/2.

## R 25/2
Ook de R 25/2 bracht weinig vernieuwing. Er was in de koplamp een controlelampje voor de vrijstand verschenen, en wat meer chroom toegepast dan op de eerdere "spaarmodellen". Verder was alles bij het oude gebleven: het uit ovale buis gelaste dubbel wiegframe, de kleine halve naaf trommelremmen en de telescoopvork waren onveranderd. Ook motorisch was er geen nieuws onder de zon. Nog steeds werd de "vierkante" (boring x slag 68 x 68 mm) staande eencilinder toegepast. Deze had één nokkenas die via stoterstangen de kopkleppen opende. Ze dreef tevens de oliepomp aan. Zoals inmiddels gebruikelijk zat de gelijkstroomdynamo voor op de krukas. Er was een zwaar vliegwiel gemonteerd, met een kijkgaatje in het carter om de ontsteking af te stellen. De aandrijving verliep via een enkelvoudige droge plaatkoppeling, een voetgeschakelde vierversnellingsbak en uiteraard de cardanas, die van een rubber trillingsdemper was voorzien. Bovendien waren er verschillende overbrengingsverhoudingen leverbaar: mét of zonder zijspan. Dat alles betekende dat de machines langzamerhand ten opzichte van de concurrentie behoorlijk wat vermogen tekortkwamen, zeker in combinatie met het tamelijk hoge gewicht van de motorfiets. Hoewel de machine voorbereid was voor de montage van een zijspan, moest men daarmee natuurlijk nog veel meer inboeten qua topsnelheid. Gezien in het licht van de periode, zo kort na de oorlog, was dat geen groot probleem. De motorfiets was een goedkoop vervoermiddel en geen hobby object. Toen de R 25/2 in 1953 werd afgelost door de R 25/3 waren er toch nog 38.651 stuks geproduceerd.

## Technische Gegevens
| Periode                 | 1951-1953                   | 1951-1953                   | 1951-1953                   |
| Categorie               | toermotor                   | toermotor                   | toermotor                   |
| Motortype               | kopklepmotor                | kopklepmotor                | kopklepmotor                |
| Bouwwijze               | langsgeplaatste eencilinder | langsgeplaatste eencilinder | langsgeplaatste eencilinder |
| boring                  | 68 mm                       | 68 mm                       | 68 mm                       |
| slag                    | 68 mm                       | 68 mm                       | 68 mm                       |
| Cilinderinhoud          | 247 cc                      | 247 cc                      | 247 cc                      |
| Max. Vermogen           | 9 kW/12 pk                  |                             |                             |
| Topsnelheid             | 95 km/h                     | 95 km/h                     | 95 km/h                     |
| Topsnelheid met zijspan | 80 km/h                     | 80 km/h                     | 80 km/h                     |
| Aandrijving             | cardanas                    | cardanas                    | cardanas                    |
| Rijwielgedeelte         | dubbel wiegframe, buisframe | dubbel wiegframe, buisframe | dubbel wiegframe, buisframe |
| Drooggewicht            | 142 kg                      | 142 kg                      | 142 kg                      |
| Max. totaalgewicht      | 300 kg                      | 300 kg                      | 300 kg                      |
| Tankinhoud              | 12 ltr                      | 12 ltr                      | 12 ltr                      |
| Voorganger              | R 25                        | R 25                        | R 25                        |
| Opvolger                | R 25/3                      | R 25/3                      | R 25/3                      |